# 国际二色测光系统
国际二色系统是天文学上最早的宽带双色测光系统，是1922年国际天文学联合会在各天文台的观测基础上综合制订的。1920年代哈佛大学天文台发表了北天极附近96颗星的测光结果，作为标准型星，称为北极星序（NPS），并且定义色指数：
{\displaystyle C=m_{\mathrm {pg} }-m_{\mathrm {pv} }}
国际二色系统包括国际照相星等（IPg）和国际仿视星等（IPv）。其缺点是没有考虑底片的响应曲线，也没有两个星等的平均波长和通带半宽，1943年塞里斯（F.H.Seares）和乔纳（M.C.Joyner）简略估计了响应曲线。由于没有仔细考虑星际消光的影响，色指数零点需要作改正。此外，国际二色系统的亮星等和暗星等还存在较大的系统误差。